# Bitter & Sweet (BENIのアルバム)
『Bitter & Sweet』（ビター・アンド・スィート）は、BENIのユニバーサルミュージック移籍第1弾のアルバム。全スタジオ・アルバムの4枚目である。

## 概要
- 前作のアルバムからは約2年4ヶ月ぶりとなる。
- DVD付き初回限定盤 (3,200円) とCDのみの通常盤(2,600円) の2種類がある。
- 初回限定盤のDVDには6曲のミュージッククリップを収録する。
- 累計売上10万枚以上売り、オリコン推定累積売上枚数によって全部avex時代作品より高い売上高となった。[1]

## 収録内容

### CD
1. Bitter & Sweet Intro
2. Kiss Kiss Kiss
  - 作詞：藤林聖子・今井大介／作曲・編曲：今井大介
  - 2ndシングル。花王「ビオレ ボディデリ」CMソング、「レコチョク」4月CMソング、テレビ東京「流派-R」4月エンディングテーマ、テレビ東京「JAPAN COUNTDOWN」4月エンディングテーマ、東海テレビ「あげテンッ」4月エンディングテーマ。
3. ずっと二人で
  - 作詞・作曲：BENI・吉野昌隆／編曲：今井大介／ストリングスアレンジ：弦一徹
  - 4thシングル。「レコチョク」CMソング、日本テレビ「歌スタ!!」主題歌。
4. 恋焦がれて
  - 作詞：BENI・藤林聖子／作曲・編曲：今井大介
  - 3rdシングル。「レコチョク」CMソング、日本テレビ「音楽戦士 MUSIC FIGHTER」のPOWER PLAY曲。
5. 抱きしめて feat. 童子-T
  - 作詞：BENI・童子-T／作曲・編曲：3rd Productions
6. Anything Goes!!
  - 作詞：BENI／作曲・編曲：今井大介
7. stardust
  - 作詞：藤林聖子／作曲・編曲：今井大介
  - 4thシングル「ずっと二人で」のカップリング。日本テレビ「GO!SHIODOMEジャンボリー! ワッショイ!2009」テーマソング。
8. KIRA☆KIRA☆
  - 作詞：藤林聖子・今井大介／作曲・編曲：今井大介
  - リカットとして5thシングル。
9. GO ON
  - 作詞：BENI／作曲・編曲：Shingo.S
10. 信じさせて
  - 作詞：BENI／作曲・編曲：3rd Productions
11. nice & slow
  - 作詞：BENI／作曲・編曲：今井大介
12. STAY
  - 作詞：BENI・藤林聖子／作曲・編曲：今井大介
  - 1stシングル「もう二度と…」のカップリング。
13. Beautiful World
  - 作詞：藤林聖子／作曲・編曲：今井大介
14. もう二度と…
  - 作詞：BENI・童子-T／作曲：童子-T・Shingo.S／編曲：Shingo.S／弦編曲：弦一徹
  - 1stシングル。童子-Tの13枚目のシングル「もう一度… feat.BENI」のアンサーソング。毎日放送「Hz」エンディングテーマ。
15. Kiss Kiss Kiss DJ HASEBE REMIX
  - 作詞：藤林聖子・今井大介／作曲・編曲：今井大介／リミックス：DJ HASEBE
  - ボーナス・トラック。スタジオ音源のかわりに、ライブ音源。

### DVD
1. もう二度と…
2. Kiss Kiss Kiss
3. 恋焦がれて
4. ずっと二人で
5. SUPERSTAR
  - カーペンターズの1971年初めて人気があったシングル「スーパースター」のカバー。2009年3月リリスした「イエスタデイ・ワンス・モア〜TRIBUTE TO THE CARPENTERS〜」の日本人アーティストトリビュートアルバムで収録。NTTコミュニケーションズ「MUSICO」CMソング。
6. The Boy Is Mine feat. Tynisha Keli
  - 4thシングル「ずっと二人で」のカップリング。ブランディ&モニカの1998年にヒットシングル「ザ・ボーイ・イズ・マイン」のカバー。Tynisha Keliのアルバム「クロニクル・オブ・TK」の9月にリリースしたプレミアム・エディションで「ザ・ボーイ・イズ・マイン feat.BENI」の他版。